# سكة حديد قياسية

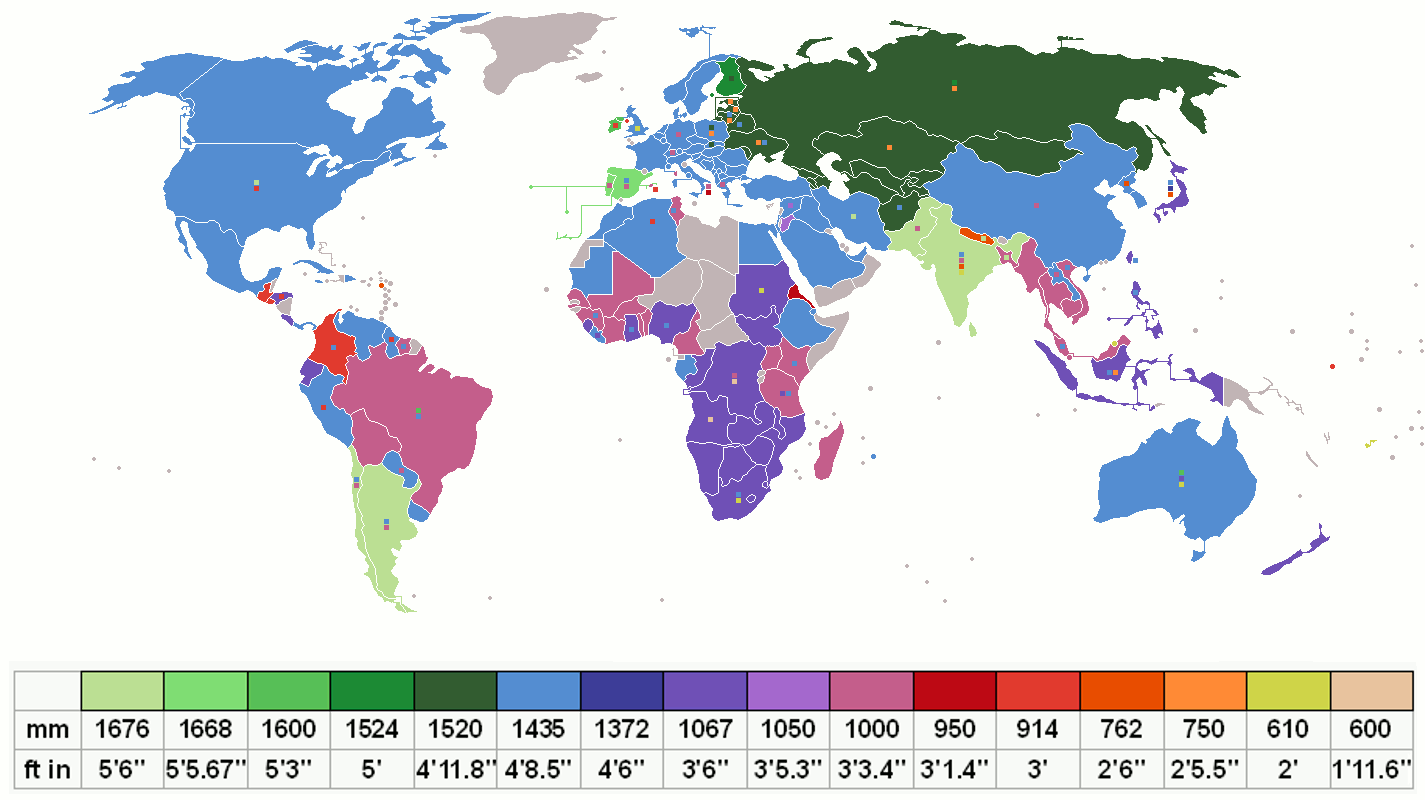
انتشار استخدام سكة الحديد القياسية (1435 مم) في العالم (باللون الأزرق الفاتح).

سكة الحديد القياسية هي مقياس مستخدم في السكك الحديدية بعرض 1٬435 مليمتر (4 قدم (وحدة قياس) 81⁄2 بوصة)، يشار إلى هذا المقياس أيضا باسم مقياس ستيفنسون (نسبةً إلى جورج ستيفنسون)، المقياس الدُّوَليّ، مقياس الاتحاد الدولي للسكك الحديدية، المقياس الموحد، المقياس العادي، أوالمقياس الأوروبي ومقياس SGR في شرق أفريقيا. يعد هذا المقياس الأكثر انتشارًا في العالم، حيث يُستخدم في نحو 55% من خطوط السكك الحديدية.
جميع خطوط السكك الحديدية فائقة السرعة تستخدم هذا المقياس باستثناء تلك الموجودة في روسيا وفنلندا وأوزبكستان. المسافة بين حواف السكك الداخلية هي 1 435 ملم، باستثناء الولايات المتحدة الأمريكية وكندا وبعض الخطوط القديمة (التراثية) في بريطانيا، حيث حددت بوحدات النظام الأمريكي/الإمبراطوري بدقة بـ "4 أقدام و8 بوصات ونصف"، التي تعادل بالضبط 1٬435,1 ملم.